# بن ترافرز
بن ترافرز (بالإنجليزية: Ben Travers)‏ (12 نوفمبر 1886 في المملكة المتحدة - 18 ديسمبر 1980)؛ كاتب سيناريو وروائي بريطاني.

## روابط خارجية
- بن ترافرز على موقع IMDb (الإنجليزية)
- بن ترافرز على موقع الموسوعة البريطانية (الإنجليزية)
- بن ترافرز على موقع قاعدة بيانات برودواي على الإنترنت (الإنجليزية)
- بن ترافرز على موقع قاعدة بيانات الفيلم (الإنجليزية)